# Bodo Wildberg
Bodo Wildberg, ve skutečnosti Heinrich Ludwig William Gabriel Ritter von Dickinson (7. srpna 1862 Lemberg – 31. ledna 1942 Berlín) byl německý redaktor, spisovatel a překladatel.

## Životopis
Bodo Wildberg se narodil v rodině podplukovníka Heinricha Augusta Dickinsona, Esquire (1822–1866) a Marie Theresie Freiin von Henne (1828). Měl bratra Paula (1866–1927). Jejich otec byl anglického původu, matka pocházela z německé rodiny přistěhovalé ze Švýcarska do Prahy. Otec zemřel v Drážďanech po zranění v bitvě u Hradce Králové. Bodo se r. 1898 oženil s Hedwigou Drechslerovou (1868), spolu měli syna (1899), který padl r. 1918 poblíž Hendecourtu (severovýchodně od Bapaume).
Bodo navštěvoval Vitzthumsche Gymnasium v Drážďanech a Theresianum ve Vídni. Poté studoval práva na univerzitě ve Vídni a na Německé univerzitě v Praze (1882–1884). V letech 1895–1907 byl redaktorem Deutsche Wacht a spisovatelem v Drážďanech. Psal pravidelné články („Dresdner Briefe“) pro Die Gesellschaft. Později se přestěhoval do Berlína, kde žil hlavně ze značného majetku, který mu zanechali rodiče.
Jeho díla jsou v podstatě fantastické povídky, které se často zabývají monománií a zmatením pudů. Přeložil také několik povídek Edgara Allana Poea. Podle Roberta N. Blocha bylo Wildbergovo dílo srovnatelné s anglickou dobrodružnou literaturou Henry Ridera Haggarda a Johna Davyse Beresforda (1873–1947).

## Dílo

### Romány
- Roller Sahib. Ein indischer Roman, H. Minden Verlag, Dresden 1914
- Othmar Webers Flucht aus Indien, Roman, Hermann Hillger Verlag, Berlin 1918
- Die heimliche Krone, Roman, H. Minden Verlag, Dresden 1920

### Sbírky povídek
- Tödliche Triebe, E. Pierson’s Verlag, Dresden 1894 (enthält: Blonder Zauber, Der Sigenstein, Der unfreie Wille)
- Alpennovellen. Erste Folge, E. Pierson’s Verlag, Dresden und Leipzig 1894 (enthält: Stille, Der Alp, Jägerglück)
- Die Sehnsüchtigen, E. Pierson’s Verlag, Dresden 1900 (enthält: Citronenfalter, Die Paradiesinsel, Schwestern, Du sollst nicht töten, Am See, Das graue Thal, Schloss Öd)
- Dunkle Geschichten, mit einem Vorwort von W. Urban, Reclam-Verlag, Leipzig 1910 (enthält: Vitzliputzli, Der seltsame Fall der Madame Buroff, Dalmanns Haupt, Tante Engeltrauts Geist, Das gespenstige Luftschiff, Die Blume von der Insel Ranvalona) Digitalisat
- Schlangenhaut und andere seltsame Novellen, Richard Taendler Verlag, Berlin 1911 (enthält: Eugen der Löwe, Die Hand aus Chitin, Der Luftpassagier, Schlangenhaut?, Die Hunde von Romanowo, Vertauscht, Der Schutzengel, Die Dame mit der Otter, Hermine Lichtenau, Signe Sakrow, Der blaue Stein und das Siegel des Glücks, Der verlorene Strom)
- Neben der Welt und andere Erzählungen, Reclam-Verlag, Leipzig 1911 (enthält: Neben der Welt, Schönheit, Der Kastellan, Der Zerstörer)
- Der sechste Panther und andere Novellen, Hermann Hillger Verlag, Berlin 1912 (enthält: Faksimile-Abdruck eines Wildberg-Briefes, Der sechste Panther: Die Dame vom Ammertal, Der Wirt von „Schwarzen Drachen“, Das Kloster des Großen Engels, DasWasserschloß, Die beiden grünen Diamanten, Der Kometenvogel, Der Ur und der Schlech, Ein Abenteuer in Böhmen, Der Saphirschütze, Der schneeweiße Pudel, An die falsche Adresse, Mariken Ahrens)
- Der blaue Hummer, Hermann Hillger Verlag, Berlin 1917 (enthält: Der blaue Hummer, Hüte dich vor Anka Nenadowitsch, Der Riese von Wertach, In den Wäldern belagert, Das Königseiland)
- Novellen aus Deutsch-Österreich, Frankenstein und Wagner Verlag, Leipzig 1920 (enthält: Das Reich des Simon Tempe, Der Wolfshund, Das Verlies, Die Augen in der Wand, Die Gezeichneten, Absturz, Das Leben des Kunz Kristaller)
- Die Hunde von Romanowo, Georg Müller Verlag, München 1927 (enthält: Die Hunde von Romanowo, Schlangenhaut?, Der blaue Stein und das Siegel des Glücks, Der verlorene Strom, Eugen der Löwe, Hermine Lichtenau, Jungfer Uhr, Die weiße Frau von der Rosenburg, Das Leben der Sängerin Marten, Nächte im Hirschgraben, Ein Tag der Lola Montez, Die Gärten von Turlu, Die Vase aus Schantung, Der graue Hase, Die beiden Larven, Adam, der Totschläger, Spuk am Panschakuri-See, Im Lande der Sirenen, Lord Fisch, Der verschenkte Wille)

### Poezie
- Auf der Woge des Lebens, Gedichte, E. Pierson’s Buchhandlung, Dresden und Leipzig 1882
- Helldunkle Lieder, Gedichte, E. Pierson’s Verlag Dresden und Leipzig 1897
- Stunden und Sterne, Gedichte, Österreichische Verlagsanstalt, Wien 1903

### Divadelní hry
- Die Maid von Mirogh. Sita. Zwei Dichtungen, E. Pierson’s Verlag, Dresden 1888
- Rosa Margarete. Traummärchen in 5 Bildern, J. J. Plaschka verlag, Wien 1906
- Orientalische Nacht. Lustspiel in 3 Akten, Lincke Verlag, Dresden 1912

### Vydal
- Das Dresdner Hoftheater in der Gegenwart. Biographien und Charakteristiken, F. Pierson’s Verlag, Dresden 1902

### Překlad
- Die denkwürdigen Erlebnisse des Artur Gordon Pym: Roman – von Edgar Allan Poe; Deutsch von Bodo Wildberg; illustriert von Ernst Stern. Berlin; Leipzig: Buchverlag fürs Deutsche Haus, 1908

### Reprinty
- Vertauscht (1911), in: Robert N. Bloch: Jenseits der Träume. Seltsame Geschichten vom Anfang des Jahrhunderts, Suhrkamp Verlag, Frankfurt/Main 1990 (suhrkamp taschenbuch 1595) S. 66–72
- Schlangenhaut (1911), in: Frank Rainer Scheck: Priester des Todes. Morbide Erzählungen um 1900, Blitz Verlag, Windeck 2011, S. 230–238

### V češtině
- Květina s ostrova Ranvalony – úvod František Sekanina, in: 1000 nejkrásnějších novel... č. 93; ze sbírky Dunkle Geschichten přeložil Vladimír Zvolský. Praha: J. R. Vilímek, 1916